# Roberto Leal Monteiro
Roberto Leal Monteiro Ngongo, més conegut com a Ngongo (Luanda, 21 de setembre de 1946), és un polític d'Angola. Junt amb els seus companys "alts generals" João Maria de Sousa, Hélder Vieira Dias, Francisco Higino Carneiro, i Kundy Pahiama, va ser un dels caps militars que ocuparen càrrecs ministerials per al Moviment Popular per l'Alliberament d'Angola, el partit polític que ha governat Angola des que va obtenir la seva independència de Portugal en 1975.

## Biografia
De formació militar en acadèmies soviètiques, fou general de les Forces Armades Populars d'Alliberament d'Angola i cap d'estat major en 1988. Va ser viceministre de Defensa des de 1992 fins 2006, quan fou nomenat pel President d'Angola, José Eduardo dos Santos, per ser Ministre de l'Interior.
Ngongo fou destituït del càrrec el 27 de setembre de 2010 pel president després d'un episodi que generà una crisi diplomàtica entre Angola i Portugal, quan el Ministre va enviar agents angolesos a detenir a l'empresari portuguès Jorge Oliveira (que estava refugiat a São Tomé i Príncipe, un altre país lusòfon), acusat de frau, a finals de 2009 per enviar-lo de tornada a Angola. Va rebre crítiques molt dures dels governs portuguès i santomenc per no haver demanat l'extradició.